# Campionato africano femminile di pallamano 2012
Il campionato africano femminile di pallamano 2012 è stato la 20ª edizione del torneo organizzato dalla Confédération Africaine de Handball, valido anche come qualificazione al Campionato mondiale femminile di pallamano 2013. Il torneo si è svolto dall'11 al 20 gennaio 2012 a Salé, in Marocco. L'Angola ha vinto il titolo per l'undicesima volta, battendo in finale la Tunisia per 26-24.

## Regolamento
Le 10 squadre partecipanti sono state divise in due gruppi di 5. Le prime quattro classificate si sono qualificate per la fase finale.

Le prime quattro squadre della classifica finale si sono qualificate per il Campionato mondiale femminile di pallamano 2013.

La squadra campione d'Africa si è qualificata per le Olimpiadi di Londra 2012, mentre la finalista partecipa al torneo di qualificazione pre-olimpico.

## Turno preliminare

### Gruppo A
| Squadra        | G | V | N | P | GF  | GS  | DR  | Punti |
| -------------- | - | - | - | - | --- | --- | --- | ----- |
| Angola         | 4 | 4 | 0 | 0 | 125 | 79  | +46 | 8     |
| RD del Congo   | 4 | 1 | 2 | 1 | 92  | 115 | -23 | 4     |
| Camerun        | 4 | 2 | 0 | 2 | 95  | 93  | +2  | 4     |
| Costa d'Avorio | 4 | 1 | 1 | 2 | 98  | 95  | +3  | 3     |
| Egitto         | 4 | 0 | 1 | 3 | 86  | 114 | -28 | 1     |

| Salé 11 gennaio 2012, ore 13:00 UTC | Costa d'Avorio | 28 – 16 (12-7) | Egitto | Moulay Abdullah |

| Salé 11 gennaio 2012, ore 17:00 UTC | Camerun | 24 – 26 (12-18) | RD del Congo | Moulay Abdullah |

| Salé 12 gennaio 2012, ore 15:00 UTC | Angola | 25 – 23 (15-16) | Costa d'Avorio | Salé Arena |

| Salé 12 gennaio 2012, ore 17:00 UTC | Egitto | 24 – 27 (14-12) | Camerun | Moulay Abdullah |

| Salé 13 gennaio 2012, ore 11:00 UTC | RD del Congo | 23 – 23 (11-12) | Egitto | Salé Arena |

| Salé 13 gennaio 2012, ore 17:00 UTC | Camerun | 18 – 24 (9-14) | Angola | Moulay Abdullah |

| Salé 15 gennaio 2012, ore 17:00 UTC | Angola | 40 – 15 (15-9) | RD del Congo | Moulay Abdullah |

| Salé 15 gennaio 2012, ore 19:00 UTC | Costa d'Avorio | 19 – 26 (5-14) | Camerun | Salé Arena |

| Salé 16 gennaio 2012, ore 11:00 UTC | RD del Congo | 28 – 28 (18-15) | Costa d'Avorio | Moulay Abdullah |

| Salé 16 gennaio 2012, ore 13:00 UTC | Egitto | 23 – 36 (12-19) | Angola | Salé Arena |

### Gruppo B
| Squadra        | G | V | N | P | GF  | GS  | DR  | Punti |
| -------------- | - | - | - | - | --- | --- | --- | ----- |
| Tunisia        | 4 | 4 | 0 | 0 | 123 | 78  | +45 | 8     |
| Algeria        | 4 | 3 | 0 | 1 | 97  | 74  | +23 | 6     |
| Rep. del Congo | 4 | 2 | 0 | 2 | 104 | 88  | +16 | 4     |
| Senegal        | 4 | 1 | 0 | 3 | 95  | 100 | -5  | 2     |
| Marocco        | 4 | 0 | 0 | 4 | 46  | 125 | -79 | 0     |

| Salé 11 gennaio 2012, ore 15:00 UTC | Tunisia | 30 – 18 (15-8) | Algeria | Salé Arena |

| Salé 11 gennaio 2012, ore 17:00 UTC | Senegal | 25 – 15 (14-9) | Marocco | Salé Arena |

| Salé 12 gennaio 2012, ore 13:00 UTC | Algeria | 25 – 17 (12-9) | Senegal | Salé Arena |

| Salé 12 gennaio 2012, ore 17:00 UTC | Marocco | 16 – 34 (7-18) | Rep. del Congo | Salé Arena |

| Salé 13 gennaio 2012, ore 13:00 UTC | Rep. del Congo | 28 – 23 (17-11) | Senegal | Salé Arena |

| Salé 13 gennaio 2012, ore 19:00 UTC | Marocco | 8 – 35 (5-17) | Tunisia | Salé Arena |

| Salé 15 gennaio 2012, ore 13:00 UTC | Tunisia | 26 – 22 (14-9) | Rep. del Congo | Salle Ibn Yassine |

| Salé 15 gennaio 2012, ore 15:00 UTC | Algeria | 31 – 7 (16-4) | Marocco | Salé Arena |

| Salé 16 gennaio 2012, ore 13:00 UTC | Rep. del Congo | 20 – 23 (10-13) | Algeria | Salle Ibn Yassine |

| Salé 16 gennaio 2012, ore 17:00 UTC | Senegal | 30 – 32 (15-16) | Tunisia | Salé Arena |

## Fase finale

### Tabellone principale
|  | Quarti di finale | Quarti di finale |                 |         | Semifinali                | Semifinali                |  |  | Finale          | Finale |
|  |                  |                  |                 |         |                           |                           |  |  |                 |        |
|  | 18 gennaio 2012  |                  |                 |         |                           |                           |  |  |                 |        |
|  |                  |                  |                 |         |                           |                           |  |  |                 |        |
|  | Angola           | 41               |                 |         |                           |                           |  |  |                 |        |
|  | Angola           | 41               | 19 gennaio 2012 |         |                           |                           |  |  |                 |        |
|  | Senegal          | 20               |                 |         |                           |                           |  |  |                 |        |
|  | Senegal          | 20               | Angola          | 39      |                           |                           |  |  |                 |        |
|  | 18 gennaio 2012  |                  | Angola          | 39      |                           |                           |  |  |                 |        |
|  |                  | RD del Congo     | 19              |         |                           |                           |  |  |                 |        |
|  | Rep. del Congo   | RD del Congo     | 19              | 19      |                           |                           |  |  |                 |        |
|  | Rep. del Congo   |                  | 20 gennaio 2012 | 19      |                           |                           |  |  |                 |        |
|  | RD del Congo     | 29               |                 |         |                           |                           |  |  |                 |        |
|  | RD del Congo     | 29               | Angola          | 26      |                           |                           |  |  |                 |        |
|  | 18 gennaio 2012  |                  | Angola          | 26      |                           |                           |  |  |                 |        |
|  |                  | Tunisia          | 24              |         |                           |                           |  |  |                 |        |
|  | Algeria          | Tunisia          | 24              | 23      |                           |                           |  |  |                 |        |
|  | Algeria          | 19 gennaio 2012  |                 | 23      |                           |                           |  |  |                 |        |
|  | Camerun          | 22               |                 |         |                           |                           |  |  |                 |        |
|  | Camerun          | 22               | Algeria         | 24      | Finale per il terzo posto | Finale per il terzo posto |  |  |                 |        |
|  | 18 gennaio 2012  |                  | Algeria         | 24      | Finale per il terzo posto | Finale per il terzo posto |  |  |                 |        |
|  |                  | Tunisia          | 27              |         |                           |                           |  |  |                 |        |
|  | Tunisia          | Tunisia          | 27              | 24      | RD del Congo              | 33                        |  |  |                 |        |
|  | Tunisia          |                  |                 | 24      | RD del Congo              | 33                        |  |  |                 |        |
|  | Costa d'Avorio   | 19               |                 | Algeria | 24                        |                           |  |  |                 |        |
|  | Costa d'Avorio   | 19               |                 |         | 24                        |                           |  |  |                 |        |
|  |                  |                  |                 |         |                           |                           |  |  | 20 gennaio 2012 |        |
|  |                  |                  |                 |         |                           |                           |  |  |                 |        |

### Incontri dal 5º all'8º posto
|  | Semifinali 5º/8º posto | Semifinali 5º/8º posto | Semifinali 5º/8º posto |                |         | Finale 5º posto | Finale 5º posto | Finale 5º posto |  |
|  |                        |                        |                        |                |         |                 |                 |                 |  |
|  | Camerun                | Camerun                | 19                     |                |         |                 |                 |                 |  |
|  | Camerun                | Camerun                | 19                     |                |         |                 |                 |                 |  |
|  | Costa d'Avorio         | Costa d'Avorio         | 18                     |                |         |                 |                 |                 |  |
|  | Costa d'Avorio         | Costa d'Avorio         | 18                     |                | Camerun | Camerun         | 22              |                 |  |
|  |                        |                        |                        |                | Camerun | Camerun         | 22              |                 |  |
|  |                        |                        | Rep. del Congo         | Rep. del Congo | 19      |                 |                 |                 |  |
|  | Senegal                | Senegal                | Rep. del Congo         | Rep. del Congo | 19      | 22              |                 |                 |  |
|  | Senegal                | Senegal                |                        |                |         | 22              |                 |                 |  |
|  | Rep. del Congo         | Rep. del Congo         | 25                     |                |         | Finale 7º posto | Finale 7º posto | Finale 7º posto |  |
|  | Rep. del Congo         | Rep. del Congo         | 25                     |                |         |                 |                 |                 |  |
|  |                        |                        |                        |                |         |                 |                 |                 |  |
|  |                        |                        |                        |                |         | Costa d'Avorio  | Costa d'Avorio  | 28              |  |
|  |                        |                        |                        |                |         | Costa d'Avorio  | Costa d'Avorio  | 28              |  |
|  |                        |                        |                        |                |         | Senegal         | Senegal         | 21              |  |

### Quarti di finale
| Salé 18 gennaio 2012, ore 12:00 UTC | Rep. del Congo | 19 – 29 (10-10) | RD del Congo | Salle Ibn Yassine |

| Salé 18 gennaio 2012, ore 14:30 UTC | Angola | 41 – 20 (19-10) | Senegal | Salle Ibn Yassine |

| Salé 18 gennaio 2012, ore 17:00 UTC | Camerun | 22 – 23 (10-11) | Algeria | Salle Ibn Yassine |

| Salé 18 gennaio 2012, ore 20:00 UTC | Tunisia | 24 – 19 (11-7) | Costa d'Avorio | Salle Ibn Yassine |

### Semifinali 5º/8º posto
| Salé 19 gennaio 2012, ore 11:00 UTC | Camerun | 19 – 18 (11-11) | Costa d'Avorio | Salé Arena |

| Salé 19 gennaio 2012, ore 15:00 UTC | Senegal | 22 – 25 (10-13) | Rep. del Congo | Salé Arena |

### Semifinali
| Salé 19 gennaio 2012, ore 12:00 UTC | Angola | 39 – 19 (23-9) | RD del Congo | Salle Ibn Yassine |

| Salé 19 gennaio 2012, ore 14:30 UTC | Algeria | 24 – 27 (10-10) | Tunisia | Salle Ibn Yassine |

### Finale 9º posto
| Salé 17 gennaio 2012, ore 15:00 UTC | Egitto | 32 – 12 (15-8) | Marocco | Salle Ibn Yassine |

### Finale 7º posto
| Salé 20 gennaio 2012, ore 11:00 UTC | Costa d'Avorio | 28 – 21 (14-8) | Senegal | Salé Arena |

### Finale 5º posto
| Salé 20 gennaio 2012, ore 13:00 UTC | Camerun | 22 – 19 (11-8) | Rep. del Congo | Salé Arena |

### Finale 3º posto
| Salé 20 gennaio 2012, ore 11:00 UTC | RD del Congo | 33 – 24 (14-8) | Algeria | Salle Ibn Yassine |

### Finalissima
| Salé 20 gennaio 2012, ore 17:00 UTC | Angola | 26 – 24 (12-12) | Tunisia | Salle Ibn Yassine |

## Classifica finale
|  | Campione d'Africa, qualificata al Torneo olimpico 2012 e al Campionato mondiale femminile di pallamano 2013. |
|  | Qualificata al torneo di qualificazione olimpica e al Campionato mondiale femminile di pallamano 2013.       |
|  | Qualificate al Campionato mondiale femminile di pallamano 2013.                                              |

| Pos.    | Nazione        |
| ------- | -------------- |
| Oro     | Angola         |
| Argento | Tunisia        |
| Bronzo  | RD del Congo   |
| 4       | Algeria        |
| 5       | Camerun        |
| 6       | Rep. del Congo |
| 7       | Costa d'Avorio |
| 8       | Senegal        |
| 9       | Egitto         |
| 10      | Marocco        |